# Wittelsheim
Wittelsheim település Franciaországban, Haut-Rhin megyében. Lakosainak száma 10 364 fő (2022. január 1.). Wittelsheim Pulversheim, Uffholtz, Staffelfelden, Cernay, Lutterbach, Pfastatt, Reiningue, Richwiller és Wittenheim községekkel határos.

## Népesség
A település népessége az elmúlt években az alábbi módon változott:
| Lakosok száma | 10 562 | 10 384 | 10 583 | 10 355 | 10 341 | 10 362 | 10 358 | 10 334 | 10 364 |
|               | 2013   | 2015   | 2016   | 2017   | 2018   | 2019   | 2020   | 2021   | 2022   |